# Karriere.at
karriere.at ist ein österreichisches Karriereportal für Fach- und Führungskräfte. Der Unternehmenssitz befindet sich in Linz, eine Zweigniederlassung befindet sich in Wien.

## Unternehmensbeschreibung
karriere.at ist ein Karriereportal, welches als Online-Jobbörse mit Angeboten vor allem aus dem kaufmännisch-technischen Bereich begann.
Inzwischen bietet es etwa 20.000 Jobangebote für Führungskräfte und hochqualifiziertes Personal aus dem kaufmännisch-technischen Bereich. Jobsuchende können sich Stelleninserate automatisch zusenden lassen, sich einen Lebenslauf anlegen und ihr Profil ins Talentepool eintragen. Mit einem Website-Relaunch von September 2009 wurde semantische Technologie eingeführt, beim Relaunch im März 2013 wurde das Portal mit Responsive Design für alle Endgeräte optimiert.
Im karriere.blog finden Besucher ein Informationsangebot zu den Themen Jobsuche, Bewerbung, Gehalt, Arbeitsleben, Arbeitsmarkt, Social, Arbeitsrecht und HR.
Für Unternehmen bietet karriere.at HR-Lösungen für die Talentesuche (Schaltung von Stelleninseraten und Active Sourcing) und für Employer Branding in Form von Arbeitgeberprofilen.

## Marktstellung und Mitbewerber
karriere.at war laut Google Trends im April 2014 die reichweitenstärkste Online-Jobbörse in Österreich. Laut ÖWA verzeichnete karriere.at im Jänner 2018 3.761.871 Besuche, 1.314.626 Unique Clients und 16.905.910 Seitenaufrufe. Im Mai 2016 wurde bekannt, dass sich karriere.at Anteile an "hokify", einer Smartphone-App zur Job- und Bewerbersuche gesichert hat. 2019 hat karriere.at die Mehrheit an hokify übernommen, seit 2024 ist karriere.at Alleineigentümerin. Das Unternehmen hält außerdem Anteile an eRecruiter und Gronda. jobs.at ist als Spin-off aus karriere.at hervorgegangen. Die JobCloud AG hält eine Minderheitsbeteiligung an karriere.at.
Zu den direkten Mitbewerbern im engeren Sinne zählen monster.at, stepstone.at, willhaben.at und careesma.at. Im Bereich hochqualifizierter Fachkräfte auch die Online-Jobbörse von „DerStandard.at“. Im weiteren Sinne können als Mitbewerber auch Job-Metasuchmaschinen wie jobswype.at, jobrapido.at, at.indeed.com, jobkralle.at, jobisjob.at, jooble.at, metajob.at oder iswipe.jobs genannt werden.

## Reichweiten-Netzwerk
karriere.at listet rund 50 Partner im Online- und Offlinebereich auf. Dazu zählen futurezone.at, Format oder auch das Jobportal jobs.at, welches direkt von karriere.at betrieben wird. Zudem kooperiert das Stellenportal mit 400 österreichischen Gemeinden, wo Jobinserate auch regional auffindbar sind. Im akademischen Bereich kooperiert karriere.at u. a. mit FH Campus Wien, FH Oberösterreich, FH Krems und Limak.

## Studien & Forschung
karriere.at führt monatlich Online-Umfragen zu HR-Themen durch. Jährlich veröffentlicht karriere.at weitere Studien, beispielsweise zum Thema Jobsuche und Arbeitgebertreue. Dabei wurde belegt, dass Lehrabsolventen die stabilsten Jobs haben, „Jobs auf Lebenszeit“ aber ein Auslaufmodell sind. Mehr als die Hälfte der 500 von GFK Austria befragten Teilnehmer gab an, offen für neue Jobangebote zu sein.